# Alienware
Alienware – amerykańska firma komputerowa w całości należąca do Della. Głównie montuje podzespoły osób trzecich w komputery stacjonarne i przenośne w niestandardowych obudowach, przeznaczone do gier o wysokich wymaganiach sprzętowych. Te produkty wspierają również aplikacje wymagające wielu obliczeń graficznych, takie jak edycja audio i wideo oraz symulacje. Alienware w sprzedaży oferuje również akcesoria komputerowe, takie jak zestawy słuchawkowe, myszy komputerowe, monitory i klawiatury. Alienware został założony w 1996 roku przez Nelsona Gonzalez i Alexa Aguila. Główna siedziba znajduje się w The Hammocks, obszarze niemunicypalnym hrabstwa Miami-Dade na Florydzie koło Miami.

## Historia
Założona w 1996 roku przez rodzinę Adams, Alienware składa wysokiej wydajności komputery stacjonarne, przenośne i stacje robocze. Według pracowników, nazwa Alienware została wybrana z powodu zamiłowania założycieli do kultowej serii filmu Z Archiwum X, stąd nazwy ich produktów, takie jak Area-51, Hangar18, m15x czy Aurora.
Przedsiębiorstwo głównie założono w celu dotknięcia niszy rynku gier o wysokiej jakości grafiki, który wtedy nie był na celowniku głównych producentów komputerów PC takich jak Dell. Odkąd nie rozpowszechniano szeroko sprzętu z wysokiej półki cenowej, twórcy firmy uformowali firmę OEM, która sprzedawała komputery osobiste ze sprzętem o najwyższej wydajności według testów benchmarków.

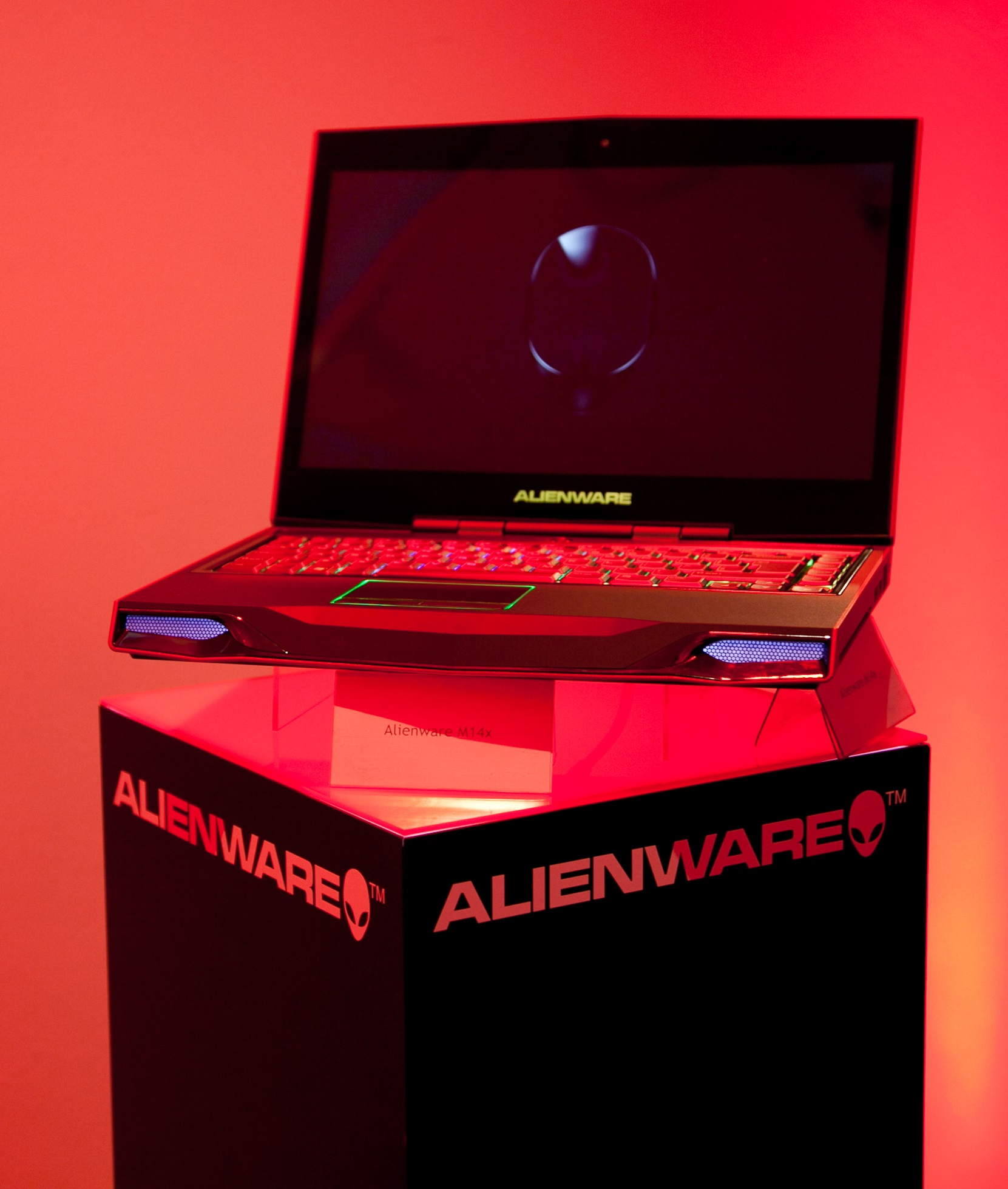
Alienware M14x

Dell rozważał kupienie Alienware od roku 2002, ale nie podjął żadnych akcji do 22 marca 2006 roku, kiedy wyraził zgodę na nabycie spółki. Nowa spółka zależna nadal utrzymała niezależność pod względem stylu i marketingu. Jednak dostęp firmy Alienware do łańcucha dostaw, siły nabywczej i korzyści skali firmy Dell obniżyłby jej koszty operacyjne.
Wstępnie, Dell produkował swoją linię komputerów do gier XPS, często sprzedając komputery z identycznymi parametrami technicznymi. Linia XPS mogła negatywnie wpływać na udostępnianie swojego rynku z rynkiem Alienware. Z powodu restrukturyzacji w roku 2008, zmniejszono gamę produktów marki XPS. Rozwój produktów w zakresie komputerów do gier zjednoczono nowym działem Della, z firmą Alienware, stającą się główną marką do gier Della. 2 czerwca 2009 roku, M17x został wydany jako pierwszy produkt marki Alienware/Dell. To uruchomienie także rozszerza zasięg firmy Alienware z 6 do 45 krajów.
25 marca 2009 roku Alienware stwierdził, że zamyka swoje bazy produkcyjne w Athlone, hrabstwie Westmeath, Irlandii i w Miami na Florydzie.